# Pierre N'Gahane
Pierre N'Gahane (né le 14 octobre 1963 à Pointe-Noire, Congo) est un universitaire et haut fonctionnaire français d'origine camerounaise. Il est nommé préfet le 13 novembre 2008.
Le 16 mars 2022, il est nommé recteur de l’académie de Dijon. Le 25 novembre 2024 il est nommé Directeur général délégué du groupement d’intérêt public « Mission du 80ème anniversaire des débarquements, de la Libération de la France et de la Victoire ». 

## Biographie

### Parcours universitaire
Fils de Robert N'Gahane Koutouzi, inspecteur des impôts, il arrive en France en 1983 pour étudier les sciences économiques à l'université catholique de Lille. Au début des années 1980, l'Afrique allait plutôt bien, affirme-t-il. « Mon objectif était d'étudier en France pendant quatre ou cinq ans, puis de retourner au pays pour y décrocher un poste important », déclare t-il quelques années plus tard. Installé dans le chef-lieu du département du Nord pour des raisons de liens familiaux, il devient docteur en sciences de gestion de l'université Lille-II.
Il commence sa carrière d'enseignant à la Fédération universitaire et polytechnique de Lille en 1989, puis devient doyen de la Faculté libre des sciences économiques et de gestion de 1996 à 2005 de l'université catholique de Lille. En 1997, il devient également vice-président de l'université, chargé de la recherche (1997-2003) puis des questions de solidarité, de sens et de société (juillet 2003). En juillet 2005, il prend la direction du département d'éthique de cette faculté. Durant ces années, il établit des partenariats avec diverses universités au Bénin, au Cameroun et en Haïti. Concomitamment, il fonde avec quelques amis l'association Initiatives pour le développement en Afrique-Lille (Ideal).

### Préfet des Alpes-de-Haute-Provence
En février  2007, il est nommé préfet délégué pour l'égalité des chances auprès du préfet de la région Provence-Alpes-Côte d'Azur. Ce poste de préfet délégué avait été créé après les émeutes de 2005 dans les banlieues françaises. En février 2007, le ministre français de l'Intérieur, Nicolas Sarkozy, alors candidat à l'élection présidentielle, met en avant cette nomination à un moment où l'ex-footballeur Lilian Thuram lui prête une vision raciale de la société,. Dans la même période, Nicolas Sarkozy envisage un moment d'introduire en France une discrimination positive. Le 13 novembre 2008, Pierre N'Gahane devient préfet des Alpes-de-Haute-Provence,. Cette nomination est largement commentée par la presse et  à la télévision. Ainsi sur France 2, un reportage rappelle le parcours de Pierre N'Gahane. Et ce reportage est suivi d'une interview en duplex de Marseille. Quelques jours auparavant, Nicolas Sarkozy, devenu le président de la République française, avait reçu le Conseil représentatif des associations noires de France qui lui a demandé « une réponse politique à l’espoir » né de l’élection américaine de Barack Obama, pour faire sauter les verrous de la société française. À défaut d'institutionnaliser une discrimination positive à la française, idée finalement abandonnée à la suite, notamment, de l'avis négatif de la commission de réflexion confié à Simone Veil, l'entrée de Pierre N'Gahane début 2007 comme préfet délégué, puis fin 2008 comme préfet à part entière, constituent des signes  de relance de la diversité dans une certaine élite de l'administration, même si les représentants des minorités veulent aller au-delà des seules nominations.
Pierre N'Gahane fait partie de la quinzaine de préfets issus des minorités d'origine maghrébine musulmane ou africaine nommés en métropole sous la Cinquième République. Il est le premier dont la nationalité est initialement une nationalité étrangère. Lui-même pense que des signes politiques sont nécessaires pour faire avancer la diversité, que les nominations dont il a bénéficié en font partie, et qu'il serait enchanté si son parcours redonne de l'espoir à des jeunes des cités.
Comme préfet des Alpes-de-Haute-Provence, il s'emploie notamment au désenclavement routier et ferré de ce département. Il est confronté à deux crises, l'une résultant de cas de légionellose, l'autre à la suite de fuites sur un site Seveso.

### Préfet des Ardennes
Le 14 janvier 2011, il est nommé préfet des Ardennes,. Il s'y emploie en particulier à rationaliser la carte des intercommunalités, dans le cadre notamment de la loi du 16 décembre 2010 de réforme des collectivités territoriales. Il a pour missions d'éviter les communes isolées, et de simplifier la carte en réduisant le nombre d'établissements publics de coopération intercommunale (ECPI). À la suite de son travail de coordination et de négociations, un schéma départemental de coopération intercommunale (SDCI) a été voté le 16 décembre 2011, à 25 voix contre 16, par la commission départementale de coopération intercommunale. Dans ce schéma, le nombre d'ECPI à fiscalité propre passe de 17 à 11. Le nombre d'EPCI sans fiscalité propre, SIVU, SIVOM et syndicats mixtes passe de 177 à 146. En décembre  2013, Pierre N'Gahane quitte la préfecture des Ardennes.

### Secrétaire général du CIPD
Le 4 décembre 2013 en Conseil des ministres, il est nommé secrétaire général du Comité interministériel pour la prévention de la délinquance (CIPD), à Paris,.

### Préfet de la Charente
Le 8 juin 2016, il est nommé préfet de la Charente. Il est mis fin à ses fonctions par décret du 6 juillet 2018. Il devient alors conseiller du Gouvernement.

### Préfet de la Marne
Le 15 janvier 2020, il est nommé préfet de la Marne.

## Récompenses et distinctions

### Décorations
- Chevalier de la Légion d'honneur Il est fait chevalier le 13 juillet 2015[25].
- Chevalier de l'ordre national du Mérite Il est fait chevalier le 11 novembre 2010[26].
- Commandeur de l'ordre des Palmes académiques (2022) de droit en tant que recteur d'académie[27],[28].

#### Ouvrages
- Baba Diawara, Portraits de douze noirs de France : Ni éboueurs, ni sportifs, ni vigiles, ni musiciens, Paris, Éditions L'Harmattan, 2009, 128 p. (ISBN 978-2-296-07784-3), « Portraits : Pierre N'Gahane ».

#### Articles de presse
- « Thuram dénonce la vision « raciale » de Sarkozy », le magazine Le Nouvel Observateur,‎ 1er février 2007 (lire en ligne).
- Pierre-François Naudé, « Pierre N'Gahane », le magazine Jeune Afrique,‎ 28 janvier 2008 (lire en ligne).
- Laure Équy et Antoine Guiral, « Sarkozy rappelé à la diversité », le journal Libération,‎ 11 novembre 2008 (lire en ligne).
- Olivier Bertrand, « Pierre N'Gahane, un Préfet d'origine camerounaise nommé à Digne », le journal Libération,‎ 12 novembre 2008 (lire en ligne).
- Cécilia Gabizon, « Diversité : Nicolas Sarkozy nomme un préfet noir », le journal Le Figaro,‎ 12 novembre 2008.
- Johan Prorok, « La commission animée par Simone Veil se prononce contre la discrimination positive », le journal Le Figaro,‎ 17 décembre 2008.
- Anne-Claire Genthialon, « Les Noirs sortent leur «Gotha» », le journal Libération,‎ 12 août 2010 (lire en ligne).
- AFP, « Diversité : Deux cas de légionellose dans le Sud », le journal Le Figaro,‎ 20 février 2009 (lire en ligne).
- AFP, « Manosque: fuite sur un site Seveso », le journal Le Figaro,‎ 2 mai 2010 (lire en ligne).
- « Pierre N'Gahane est nommé préfet des Ardennes », le journal Les Échos, no 20848,‎ 14 janvier 2011.
- Pascal Remy, « Présentation du préfet : «Je ne raisonne jamais en termes d'échecs» », le journal L'Union,‎ 2 février 2011 (lire en ligne).
- Morgan Termeulen, « La réfection de la route nationale va bon train », le journal La Marseillaise,‎ 7 février 2011 (lire en ligne).
- Orianne Roger, « L'intercommunalité vue par le préfet : la nouvelle carte en marche », le journal La semaine des Ardennes, no 160,‎ 4 octobre 2012, p. 3.
- Guillaume Lévy, « Le préfet des Ardennes Pierre N'Gahane en partance », le journal L'Union,‎ 4 décembre 2013 (lire en ligne).

#### Reportages audiovisuels
- Antenne 2, « Nomination de Pierre N'Gahane », JT de 20h, sur le site de l'INA (consulté le 17 février 2013), de 20H12 à 20h17.